# Comuner@s
Comuner@s és un partit polític castellà d'esquerra i sobiranista que va ser inscrit en el registre de partits del Ministeri de l'Interior el 17 de gener de 2008. Amb prou feines compta amb uns pocs militants i amb escassos recursos econòmics i materials.
Va cobrar rellevància per ser un dels integrants de la candidatura Iniciativa Internacionalista - La Solidaritat entre els Pobles a les eleccions al Parlament Europeu de 2009.

## Eleccions generals espanyoles de 2008
En solitari només s'ha presentat a un procés electoral, les eleccions generals de 2008. En aquestes eleccions van presentar candidatures al Senat en 16 províncies de les 17 províncies que segons la formació compondrien Castella. Els resultats van ser testimonials: a Sòria, 91 vots (0,16%); Salamanca, 146 (0,06%); Valladolid, 1.440 (0,42%); Madrid, 960 (0,03%); La Rioja, 602 (0,32%); Àvila, 100 (0,09%); Segòvia, 259 (0,27%); Palencia, 209 (0,18%); Burgos, 257 (0,11%); Zamora, 85 (0,06%); Lleó, 66 (0,02%); Conca, 416 (0,31%); Ciudad Real, 107 (0,03%); Guadalajara, 107 (0,08%). En total 4.845 vots.